# Moebius: Empire Rising
Moebius: Empire Rising es una aventura gráfica desarrollada por Pinkerton Road Studio y publicada por Phoenix Online Publishing. Se publicó el 15 de abril de 2014 para las plataformas Linux, Microsoft Windows y OS X, y en un futuro para Android e iOS. La aventura es el sucesor espiritual de las series Gabriel Knight.

## Argumento
La aventura relata la historia de Malachi Rector, un anticuario que viaja alrededor del mundo en busca de antigüedades de gran valor. Después de un viaje a España es contratado por Amble Dexter, el director de una agencia gubernamental llamada FITA, para investigar una serie de sucesos.

## Desarrollo
El 10 de abril de 2012 Pinkerton Road Studio anunció sus planes para producir dos nuevas aventuras gráficas llamadas Moebius y Mystery Game X, financiándolas mediante la técnica de micromecenazgo.
El 7 de mayo de 2012 consiguen su objetivo de 400.000 dólares en Kickstarter. La campaña de Jane Jensen en Kickstarter finalizó el 19 de mayo, acumulando 435.000 dólares
- Datos: Q6152417